# Viktor Didoukh
Viktor Didoukh, en ukrainien : Віктор Ігорович Дідух (Viktor Ihorovytch Didoukh), est un pongiste handisport multi-médaillé ukrainien.

## Biographie
Il est né à Marmouzovitchy, du raïon de Varach.

Déjà sportif de haut niveau, il jouait pour l'équipe nationale lors des championnats d'Europe de 2009 en république tchèque. Il se fait opérer d'une tumeur cancéreuse ; amputé de la jambe gauche il reprend les compétitions en 2012.
L'État lui a offert deux prothèses qui ont été fabriquées à Lviv, mais celle qu'il utilise pour les compétitions a été financée par des sponsors.

## Palmarès

### Jeux paralympiques
- 2016 - Rio :  médaille d'or en simple
- 2021 - Tokyo :  médaille d'argent par équipe
- 2021 - Tokyo :  médaille d'argent individuel
- 2024 - Paris :  médaille de bronze en double mixte

### Distinctions personnelles
- Ordre « pour le Courage » de IIe degrés[pas clair][3].
- Maître des sports de classe internationale de l'Ukraine ;
- Entraîneur émérite de l'Ukraine[4].